# Cercle de Diamou
Le cercle de Diamou est une circonscription administrative malienne instauré en 2023, il constitue le 7e cercle de la région de Kayes.

## Géographie
Le cercle compte 2 communes et s'étend au sud-est de la ville de Kayes.

## Histoire
Lors de la réforme administrative de 2023, les communes de Diamou et Logo sont soustraites du cercle de Kayes pour former le 7e cercle de la région de Kayes.

## Administration
Instauré en 2023, le cercle compte 2 arrondissements, 2 communes et 44 VFQ : villages, fractions et quartiers. Le cercle est codé en 0106.
| Code   | Arrondissement                   |
| ------ | -------------------------------- |
| 010701 | Arrondissement central de Diamou |
| 010702 | Arrondissement de Kakoulou       |

| Code     | Commune | Chef-lieu | VFQ | Superficie (km2) |
| -------- | ------- | --------- | --- | ---------------- |
| 01060101 | Diamou  | Diamou    | 25  | 2236             |
| 01060102 | Logo    | Kakoulou  | 19  | 360              |